# Antoni Ayarza
Antoni Ayarza   () fou un militar i polític valencià, originari de Moixent. Era membre d'una família benestant de Moixent i va fer la carrera militar, destacant també per les seves idees progressistes. Fou elegit diputat per València a les eleccions convocades després de l'aprovació de l'Estatut Reial de 1834 i a les de 1836, on destacà pel seu suport incondicional a Juan Álvarez Mendizábal. El 1836 fou nomenat governador civil de la província de Burgos.